# Lety Google
Lety Google (anglicky Google Flights) je služba pro online rezervaci letů od Googlu, která usnadňuje nákup letenek prostřednictvím třetích stran.

## Historie
V dubnu 2011 schválila Federální vláda Spojených států amerických koupi společnosti ITA Software společností Google za 700 milionů amerických dolarů. 13. září 2011 spustil Google službu Lety Google, která používá algoritmus získaný touto koupí.

## Funkce
Inovací Letů Google je to, že umožňuje nelimitované vyhledávání na základě i jiných kritérií než pouze destinace; například mohou uživatelé vyhledávat lety v rozmezí času a rozpočtu a mohou jim být nabízeny různé cílové destinace.

## Reakce
Služba byla okamžitě porovnávána s konkurencí jako Expedia, Orbitz, Kayak.com a Bing. Kayak.com vydal prohlášení, že jejich služba je lepší než od Googlu a že budou konkurenceschopní.
K žádné okamžité změně v cenách akcií Priceline.com, Expedie nebo Travelzoo jako reakce na spuštění Letů Google nedošlo.
Krátce po spuštění webu svědčil právní zástupce Expedie u Senátního justičního podvýboru pro antimonopolní politiku, že se Googlu nepodařilo dodržet slib, aby byly záznamy Letů Google zařazeny ve výsledcích vyhledávání pod záznamy konkurence.